# Leppneeme
Leppneeme is een plaats in de Estlandse gemeente Viimsi, provincie Harjumaa. De plaats heeft de status van dorp (Estisch: küla).

## Bevolking
Het dorp had 464 inwoners op 31 december 2011 en 587 inwoners op 31 december 2021.

## Ligging
Leppneeme ligt aan de Finse Golf en heeft een haven. Vanuit de haven wordt in de zomermaanden een veerdienst met het eiland Prangli onderhouden.

## Geschiedenis
In de middeleeuwen lag op de plaats van Leppneeme een Zweeds dorp met de naam Turisnäs. De naam Leppneeme duikt voor het eerst op in 1637 als Lepne Matz. Het dorp behoorde eerst bij het landgoed van Maardu en later bij Randvere, dat binnen het landgoed van Maardu een aparte bestuurseenheid vormde.

## Foto's

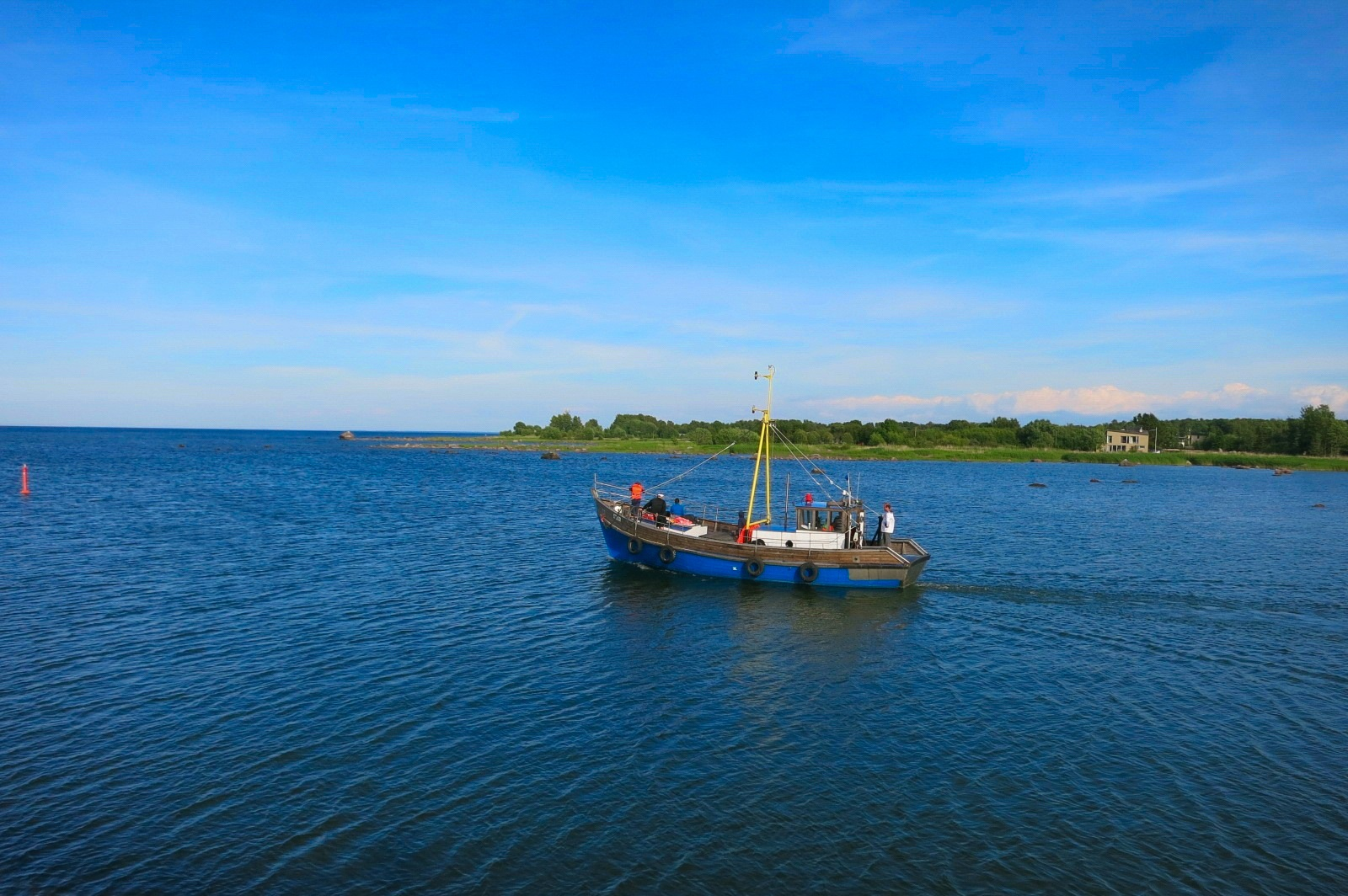
Leppneeme vanaf het water
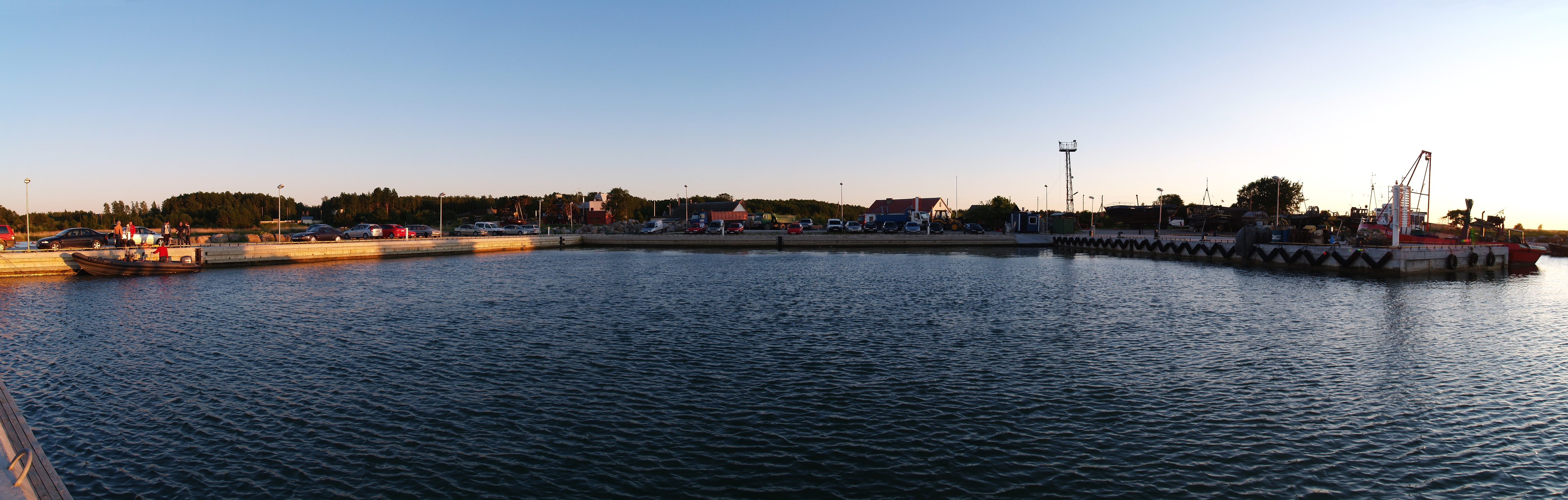
De haven van Leppneeme
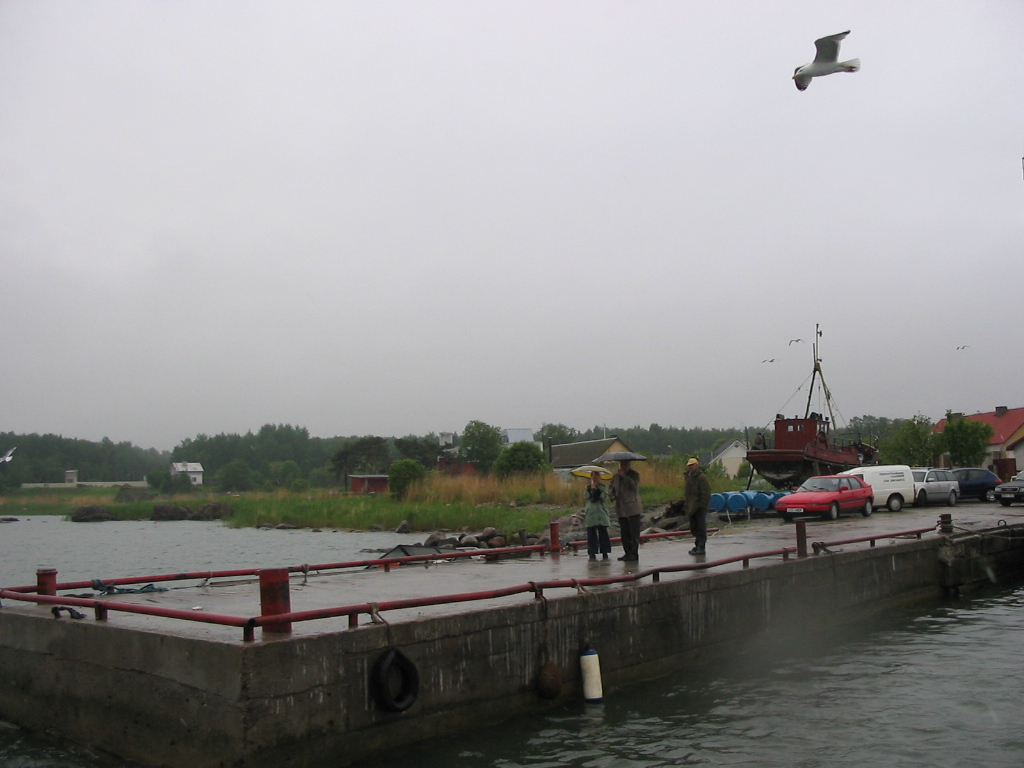
Aanlegsteiger
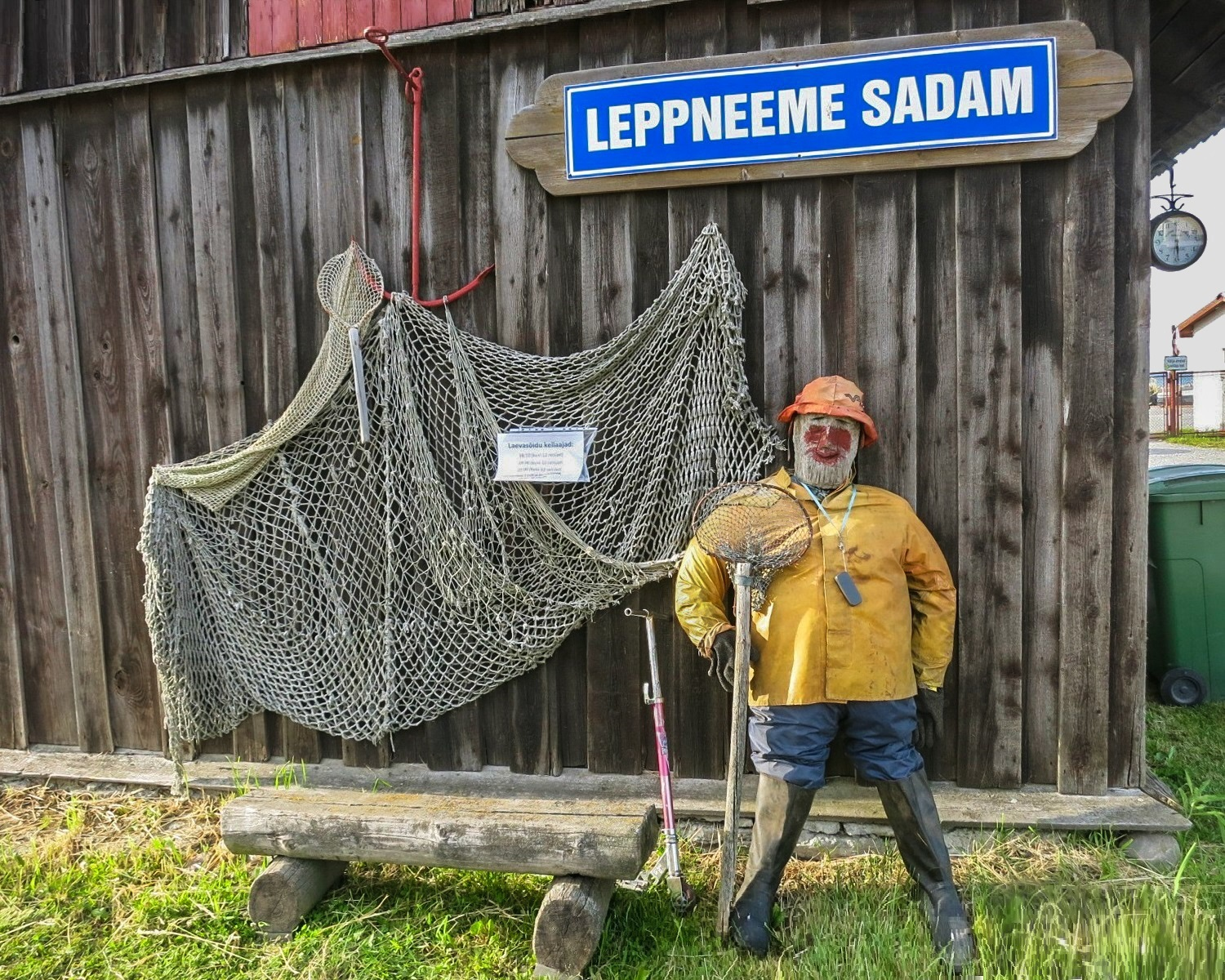
Beeld van een oude visser
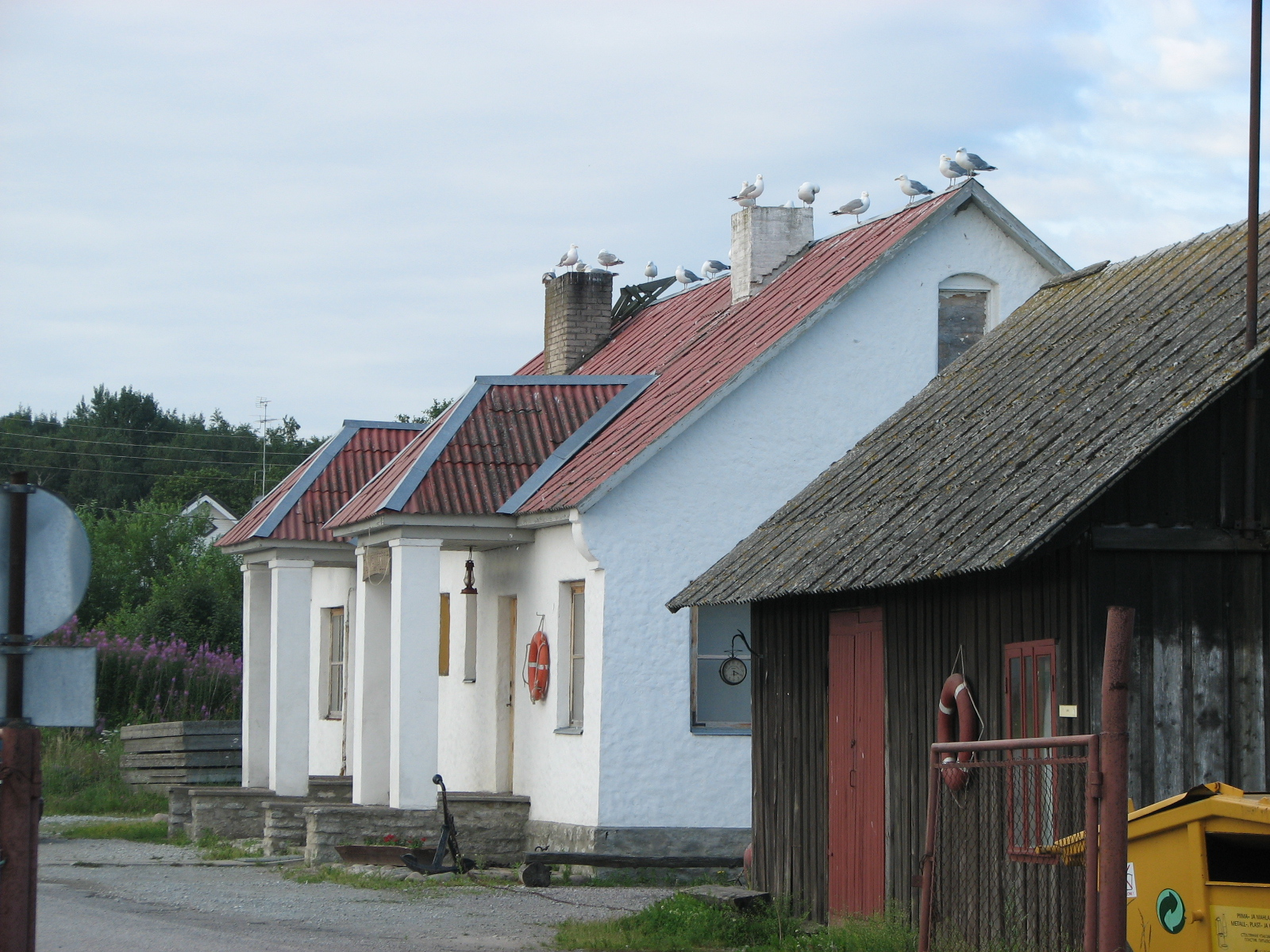
Bij de haven
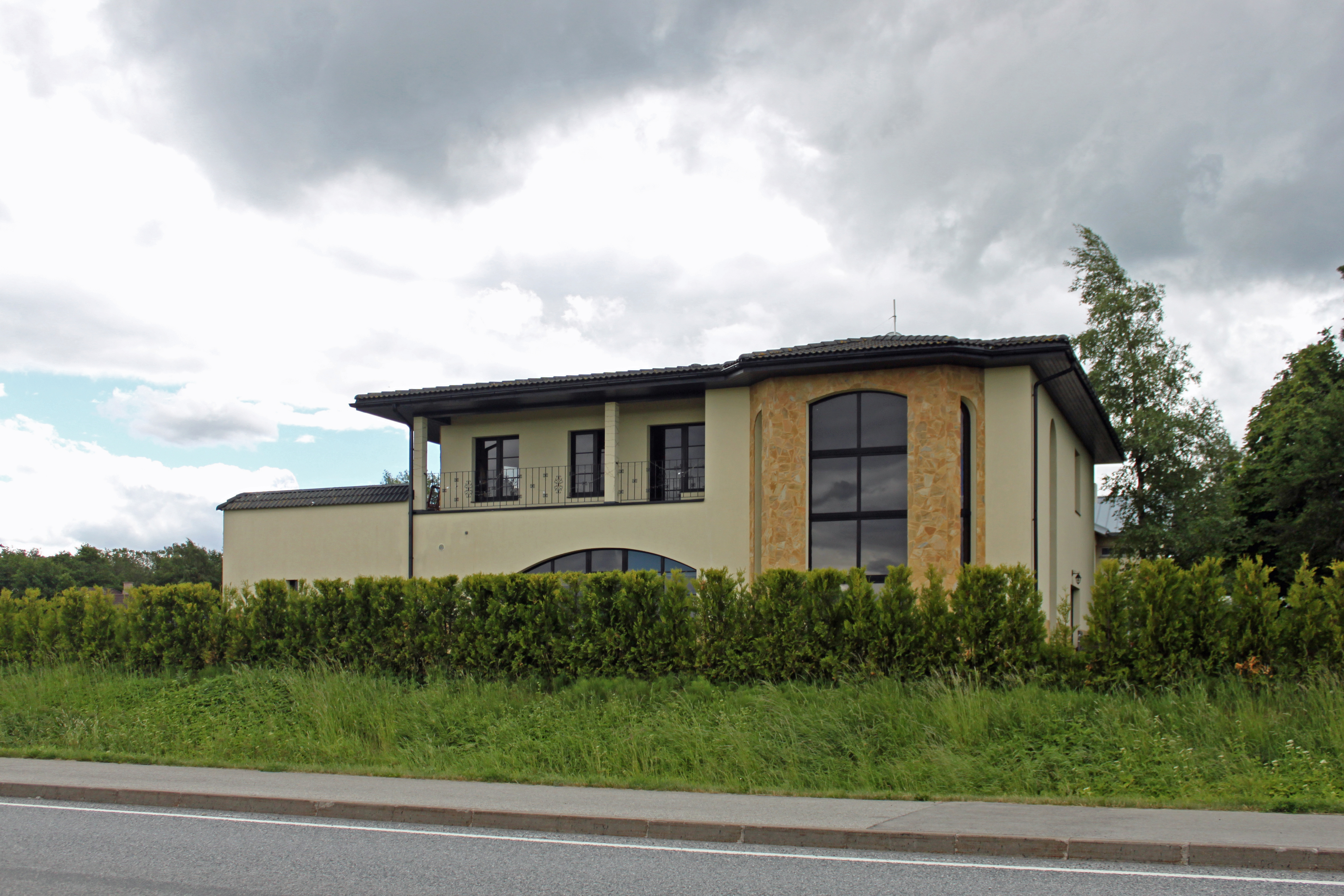
Villa in Leppneeme